# Cheilotrichia sutrina
Cheilotrichia sutrina är en tvåvingeart som först beskrevs av Alexander 1941.  Cheilotrichia sutrina ingår i släktet Cheilotrichia och familjen småharkrankar.
Artens utbredningsområde är Panama. Inga underarter finns listade i Catalogue of Life.